# Caridad García Álvarez
María Caridad García Álvarez (1946) es una política española de Izquierda Unida (IU). Fue diputada en la Asamblea de Madrid y diputada en el Congreso de los Diputados.

## Biografía
Nació el 26 de agosto de 1946 en Cartagena. Procedente del Partido Socialista Obrero Español (PSOE), en 1987 se incorporó a Izquierda Unida (IU), y se convirtió en concejala del Ayuntamiento de Alcobendas en 1991. Incluida en el número 5 de la lista de Izquierda Unida de la Comunidad de Madrid de cara a las elecciones a la Asamblea de Madrid de 1999, resultó elegida diputada para la quinta legislatura del parlamento regional. Renovó su escaño en las elecciones autonómicas de mayo de 2003, octubre de 2003 y mayo de 2007.
El 2011 se convirtió en diputada en el Congreso de los Diputados por Madrid para la décima legislatura, integrándose dentro del Grupo Parlamentario de la Izquierda Plural. Ejerció de portavoz de su grupo parlamentario en la Comisión de Educación.
Repitió como candidata para las elecciones municipales en Alcobendas en 2011, 2015 y 2019 dentro de las candidaturas de Izquierda Unida, Izquierda Unida Comunidad de Madrid-Los Verdes (7.ª) e Izquierda Unida-Madrid en Pie (13.ª), respectivamente.